# Плутос

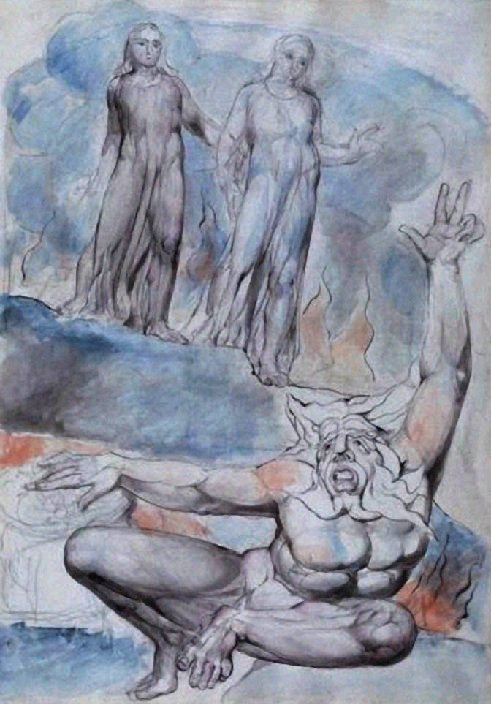
Уильям Блейк: Иллюстрация к «Божественной комедии» Данте, Ад, Песнь VII, 1-15, Плутос, Данте и Вергилий.

Плутос (др.-греч. Πλοῦτος «богатство», лат. Plutus) — бог богатства в греческой мифологии, сын Деметры и Иасиона, родившийся в Триполе на Крите. В гомеровской «Одиссее» упоминается миф о Деметре и Иасионе, по которому они на трижды вспаханном поле плодоносного Крита порождают Плута; взревновавший же Деметру Зевс убивает Иасиона молнией. По Гесиоду, в образе порождения Плутоса (богатства) сочетанием Деметры с Иасионом на троекратно вспаханной земле показано её научение людей земледелию. Часто изображался с рогом изобилия — символом плодородия и богатства.
Возможно, его имя связано с микенскими именами po-ro-u-te-u, po-ro-u-te-wo.
Плутос связан с Деметрой и Персефоной. Деметра подарила богатство — пшеницу — на свадьбе Гармонии.
Каждый, кто удостоился любви этих богинь, попадал под покровительство Плутоса, даровавшего людям обилие запасов и стад. Объединение с культом обеих богинь привело также к отождествлению Плутоса (Πλοῦτος) и Плутона (Πλούτων) или Аида (ᾍδης), так как божество мёртвых мыслилось обладателем несметных подземных богатств.
Плутоса называют слепым, Зевс ослепил его, чтобы он не мог отличить честных людей от нечестных, Асклепий вернул ему зрение.

## В литературе и искусстве
Его упоминают орфики. Действующее лицо комедии Аристофана «Плутос». Его статуя как мальчика была в Афинах. Его изображали на руках у Тихи.
В комедии Аристофана «Плутос» бог изображён слепым старцем, неспособным к справедливому распределению богатства. Затем, исцелённый в храме Асклепия, Плутос даёт богатство беднякам, отнимая его у богатых, что приводит к комическим ситуациям, когда никто не хочет работать и боги нанимаются подёнщиками к разбогатевшему бедняку.
Плутос (Pluto) в «Божественной комедии» Данте (VII Песнь Ада) — это звероподобный демон, охраняющий доступ в четвёртый круг Ада, где казнятся скупцы и расточители.
Персонаж Плутуса запечатлён Гёте в «Фаусте» и является в произведении богом богатства.
Плутос в Похвале Глупости представляется Эразму Роттердамскому единственным и подлинным отцом богов и людей.

«По его мановению в древности, как и ныне, свершалось и свершается всё — и священное и мирское». «От его приговоров зависят войны, мир, государственная власть, советы, суды, народные собрания, браки, союзы, законы, искусства, игрища, учёные труды, вот уж и дыхания не хватает, — коротко говоря, все общественные и частные дела смертных». «Без его содействия всего этого племени поэтических божеств — скажу больше: даже верховных богов — вовсе не было бы на свете или они прозябали бы самым жалким образом. На кого он прогневается (Плутос), того не выручит и сама Паллада. Напротив, кому он благоволит, тому и дела нет до Юпитера с его громами».